# Tylösand
Tylösand är en bebyggelse i Halmstads kommun i Hallands län. Tylösand, beläget vid Tyludden cirka 7 km väster om Halmstad, är en av Sveriges mest kända badorter. Man är berömd bland annat för sin drygt 4 kilometer långa sandstrand (som även den ofta benämns Tylösand) och för sin golfbana (två 18-hålsbanor). Tylösand är även känt för Hotel Tylösand som ägs av Per Gessle och Björn Nordstrand. Tylösand avgränsades till en tätort före 2015, men räknas sedan 2015 som en del av tätorten Frösakull.

## Historia
Marken som i dag utgör Tylösand, donerades till Halmstad av Danmark som tack för insatserna mot svenskarna 1563. Vid förra sekelskiftet kallades området för Halmstads västra utmark. Området ägdes av Halmstads stad men var beläget i Söndrums socken. Den ursprungliga stavningen var Tylesand, och den närbelägna Tylön hette ursprungligen Tylen. Tylesand och Tylen ändrade namn år 1933 när badorten började bli känd. Hallands första dokumenterade fiskeläge fanns redan på 1500-talet på Tyludden vid nuvarande Trången. Området vid Tyludden och Tylösand var väldigt svårtillgängligt och en av vikarna kallad Tjuvahålan blev ett populärt tillhåll för yrkessmugglare, därav namnet. År 1870 anlade tullverket en tullstation i Tjuvahålan för att få bukt med smugglingen och samma år byggdes en fyr med tillhörande fyrvaktarbostäder på Tylön.
I början av 1900-talet blev det populärt med havsbad. Då började badstranden användas för att få njuta av sol och salta bad. Folk kom långväga ifrån för att besöka Tylösand. Vägen från Halmstad var dålig, så lättast var att ta sig hit med båtar, som gick flera gånger om dagen från staden. Båttrafiken startade år 1913 och lades ner år 1929 sedan vägen ifrån Halmstad förbättrats. Första fasta sommargästerna blev Halmstads barnkolonier som etablerades 1905. 1913 fattade Halmstads Industri och hantverksförening beslut om att försöka etablera en badort vid Tylösand och i augusti 1915 stod ett värdshus med 10 gästrum och restaurang färdigt.
1917 bildade ägarna till värdshuset AB Tylösands Havsbad med hovfotograf Johan Hallberg som VD. Han var även delägare i bolaget. 1927 byggde bolaget ett nytt hotell bredvid det gamla värdshuset. 1931 invigde Tylösands Havsbad det nya hotellet kallat Tylöhus. I dag heter hotellet Hotel Tylösand. Det ursprungliga värdshuset revs 1985.
Johan Hallberg avgick som VD för Tylösands Havsbad år 1948 och räknas som det moderna Tylösands grundare. En minnesplakett till hans ära finns på en av klipporna strax utanför hotellet. 20–30 meter längre bort står en kunglig minnessten signerad av kung Gustaf V år 1929 och 1954 av kung Gustav VI Adolf. 1981 signeras stenen av kung Carl XVI Gustaf.
På 1920-talet blev det populärt med tältcamping strax ovanför Tjuvahålan och på 1930-talet byggdes små enkla badstugor av masonit på platsen där man tidigare tältat. År 1927 fick stadsingenjör Ragnar Lyttkens i uppdrag att ta fram en byggnadsplan för Tylösand, planen blev klar 1929 och byggnationen tog fart på allvar. Endast ett fåtal av de gamla byggnaderna från 1920–30 talen finns kvar i dag då de gamla husen fått ge vika för modernare (och bekvämare) åretruntbostäder.
År 1935 påbörjade Halmstad GK bygget av en 18-håls golfbana som blev klar 1938, som senare i etapper byggts ut till 2 st 18-hålsbanor. År 1950 uppfördes S:t Olofs Kapell. Kapellet var ursprungligen byggt i Lidhult, men revs på 1800-talet och blev ett bostadshus på en bondgård, innan det slutligen flyttades till Tylösand. År 1991 öppnades ett handikappbad i Svärjarehålan.

### Befolkningsutveckling
| Befolkningsutvecklingen i Tylösand 1980–2010          | Befolkningsutvecklingen i Tylösand 1980–2010 | Befolkningsutvecklingen i Tylösand 1980–2010 | Befolkningsutvecklingen i Tylösand 1980–2010 | Befolkningsutvecklingen i Tylösand 1980–2010 |
| ----------------------------------------------------- | -------------------------------------------- | -------------------------------------------- | -------------------------------------------- | -------------------------------------------- |
|                                                       |                                              |                                              |                                              |                                              |
| År                                                    |                                              |                                              | Folkmängd                                    | Areal (ha)                                   |
| 1980                                                  | 1980                                         |                                              | 240                                          |                                              |
| 1990                                                  | 1990                                         |                                              | 282                                          | 46                                           |
| 1995                                                  | 1995                                         |                                              | 334                                          | 51                                           |
| 2000                                                  | 2000                                         |                                              | 345                                          | 51                                           |
| 2005                                                  | 2005                                         |                                              | 387                                          | 51                                           |
| 2010                                                  | 2010                                         |                                              | 399                                          | 51                                           |
| Anm.: Ny tätort 1980. Sammanvuxen med Frösakull 2015. |                                              |                                              |                                              |                                              |

## Samhället
Bebyggelsen dominerades tidigare av sommarstugor men har också sedan flera år många exklusiva villor.
I centrum av Tylösand ligger "Hotel Tylösand" som ägs av Per Gessle och Björn Nordstrand. På senare år har också Restaurang Salt väckt mycket uppmärksamhet med sitt strandnära läge. Flera av Halmstads exklusiva och dyra villor finns i Tylösand vid sidan av många små enkla sommarstugor.
Sedan 1938 har det spelats golf i Tylösand. De två 18-håls banorna vid Halmstad GK är en välkänd svensk golfanläggning, där Solheim Cup spelades 14-16 september 2007.

## Stranden

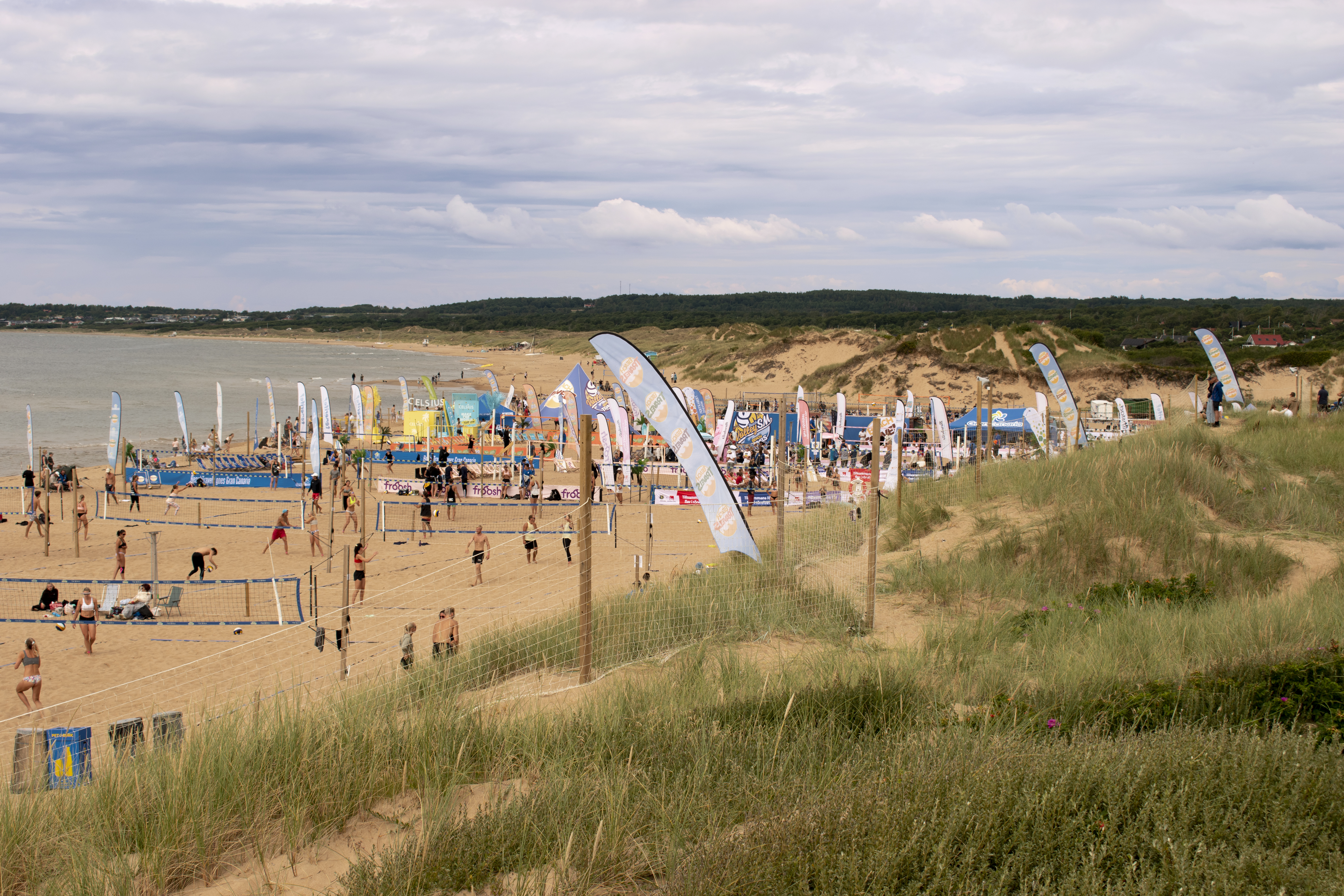
Beachvolley SM 2021 på stranden i Tylösand

Tylösands sandstrand är 7 km och fick som första badstrand i Sverige, Blå Flagg 1995.
Livräddningsstationen på stranden har Sveriges enda ideella livräddarskola och det enda stället med havslivräddarutbildning. Där hålls även utbildningar till simlärare och HLR-instruktörer. Livräddarna bildades 1960 på initiativ av livräddarbasen Leif Karlborg för att förhindra drunkningsolyckor.
Idealiska vindar gjorde att vindsurfarna i mitten av 1970-talet etablerade sig i Tylösand. Sedan 1974 och fram till 2008 arrangerades Åka Skidor/Quiksilver Cup här och tillhörde de äldsta vindsurfingtävlingarna i världen. 
Under 2000-talet  har beachvolleyboll kommit att bli en sommarsport på stranden i Tylösand där bland annat SM arrangerats under åren 2018-2021.

## Bildgalleri

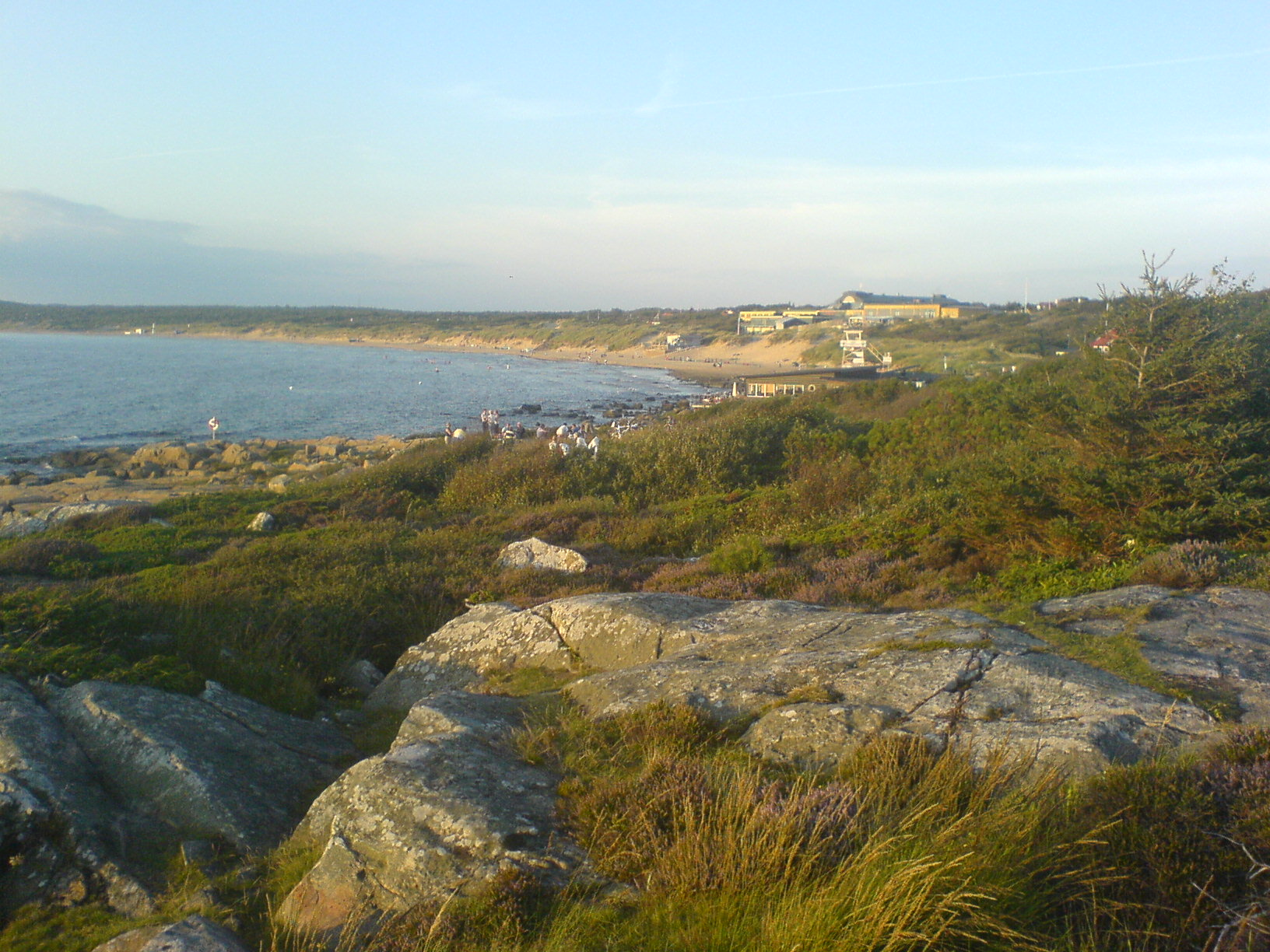
Stranden med hotellet i bakgrunden.
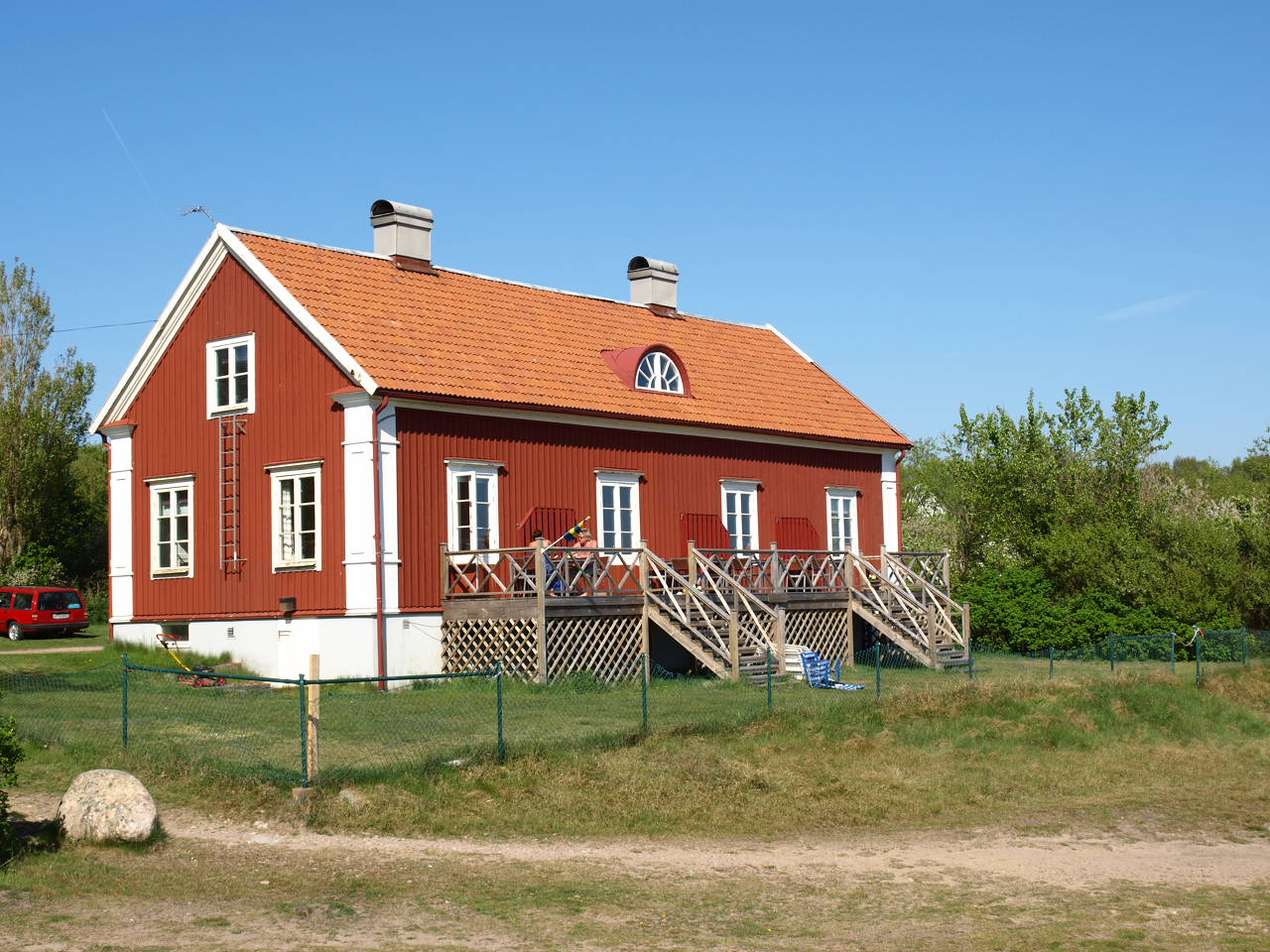
Tullstationen i Tjuvahålan.
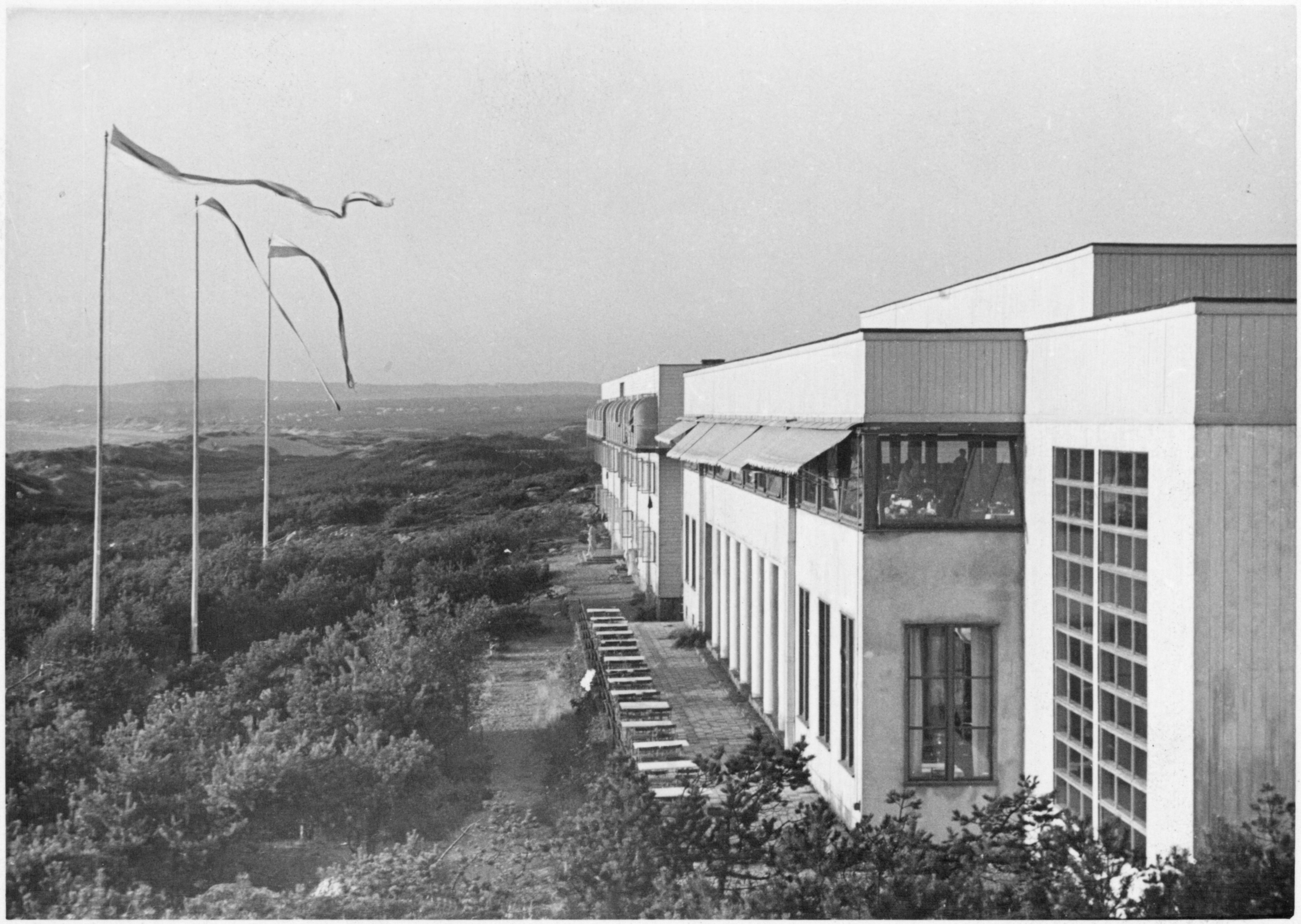
Äldre foto på Tylösands sommarrestaurant.
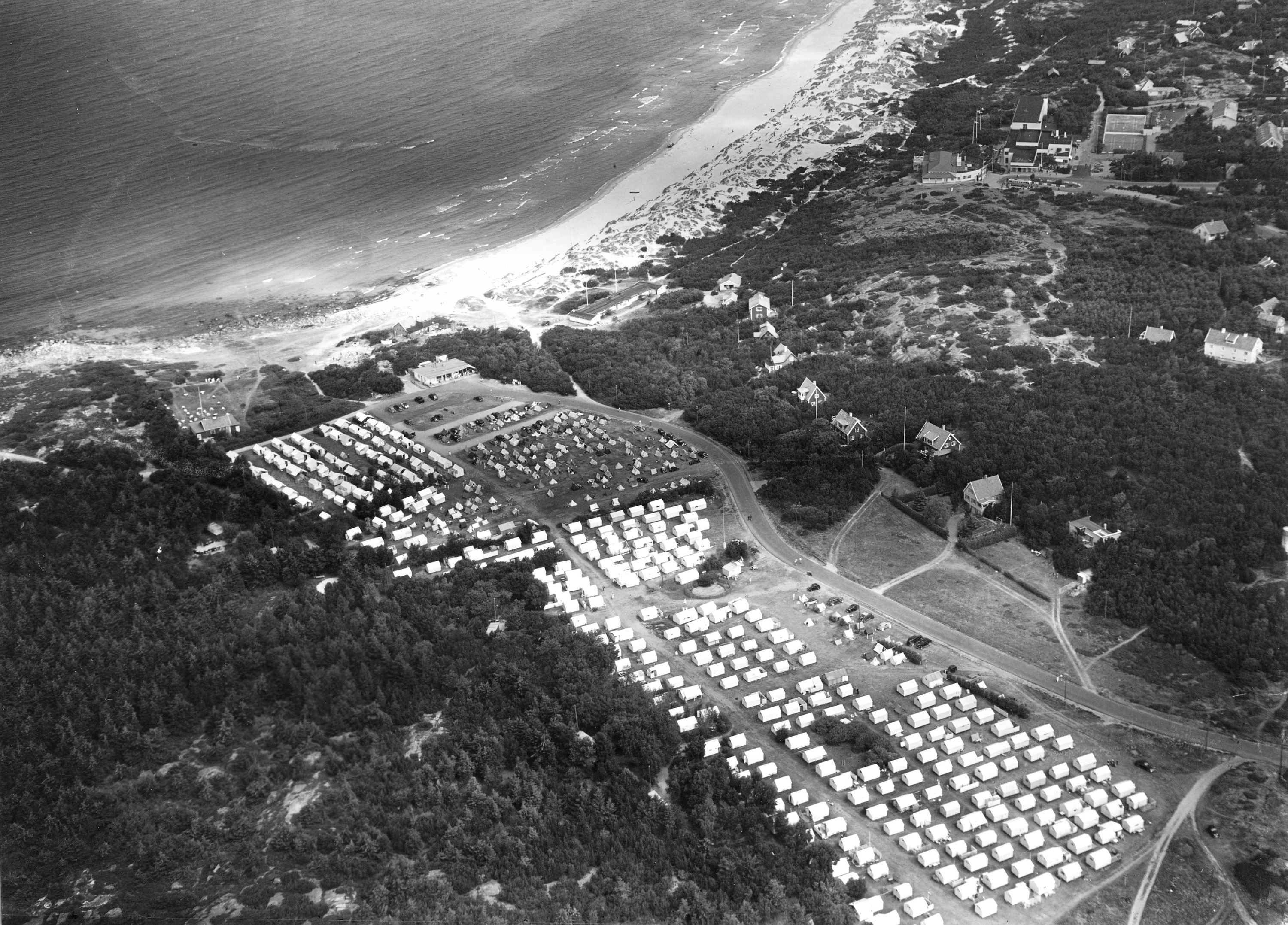
Flygfoto över Tylösand.